# Wapen van Halle (België)

Het huidige wapen van Halle (sinds 1832, herbevestigd in 1995).

Het Wapen van Halle is het heraldisch wapen van de Belgische gemeente Halle. Het oude wapen in 1824 aan de stad toegekend door de Hoge Raad van Adel tijdens het Verenigd Koninkrijk der Nederlanden, vervolgens werd een nieuw wapen (dat teruggreep naar het historische wapen van de stad) door een Koninklijk Besluit op 29 augustus 1842 aan haar toegekend, dat na de fusies op 4 januari 1995 werd herbevestigd.

## Geschiedenis
Het huidige wapen was waarschijnlijk in 1357 toegekend aan de stad door Willem van Beieren, graaf van Henegouwen en toentertijd heer van Halle. Daarom bevat het wapen naast de Heilige Maria (de lokale patroonheilige) in het eerste kwartier, het wapen van Henegouwen in het tweede en derde kwartier en tot slot het wapen van Beieren (Wittelsbach) in het vierde kwartier.
De stad deed in 1814 de aanvraag bij de Hoge Raad van Adel om haar historische wapen te mogen gebruiken, maar deze kende de stad in 1824 een nieuw wapen toe met daarop Sint-Maarten, de (nieuwe) patroonheilige van de stad.
Daar Halle het niet eens was met deze beslissing, deed ze opnieuw een aanvraag om het oude wapen te mogen voeren en zag dit na de Belgische onafhankelijkheid goedgekeurd worden in 1842. Na de gemeentefusies van 1977 behield de fusiegemeente Halle dit wapen en dit werd in 1995 herbevestigd.

## Blazoen
Het wapen heeft de volgende blazoenering:
Gevierendeeld 1. in lazuur een uitkomende gekroonde Onze-Lieve-Vrouw met Kind Jezus van zilver, het Kind gekroond en met haren van goud 2. en 3. gevierendeeld: 1. en 4. in goud een leeuw van sabel, geklauwd en getongd van keel 2. en 3. in goud een leeuw van keel, geklauwd en getongd van lazuur 4. schuingeruit van zilver en van lazuur.
Hetgeen teruggrijpt naar de blazoenering uit 1842:
Eenen schild in vieren gedeeld, het 1e perk blauw, met een zilveren half-beeld van O.L.V. houdende haeren zoon met eene gulden kroon en gulden hair, het 2e en 3e met het wapen van Henegouwen, en het laetste met dat van Beyeren.
De voormalige blazoenering uit 1824 was als volgt:
Van zilver, beladen met een St. Maarten van sabel, het schild gedekt met eene kroon van goud.

## Verwante wapens

Het wapen van Henegouwen.
Wapen van Willem van Beieren.